# برادلی گیم
برادلی گیم (انگلیسی: Bradley Game؛ زادهٔ ۸ نوامبر ۱۹۹۵) دوچرخه‌سوار است. وی در مسابقات دوچرخه‌سواری بی‌ام‌اکس جهان ۲۰۱۵ شرکت کرده است.